# 齊木楠雄的災難角色列表
齊木楠雄的災難是日本作家麻生周一所著的日本漫画及動畫《齊木楠雄的災難》，在此將原著的登場角色們進行介紹。
其聲優排序為「電視動畫／VOMIC・FLASH 動畫版」。

## 主要人物
齊木楠雄（Saiki Kusuo，初登場：漫畫第1χ；動畫第1χ）
聲優：神谷浩史、田中愛美〈童年時期〉／淺沼晉太郎（日本）；周良鴻、駱慧怡〈童年時期〉（香港ViuTV）；黃榮璋、王夢華〈童年時期〉（香港Netflix）；Jerry Jewell（美國Netflix）
真人版演員：山崎賢人
生日：8月16日/身高：167cm（可變）/體重：52kg（可變）/血型：不明
班級：2年巛班（2年3班） → 3年◯班（最終話和再始動篇）
本作主角。有著粉紅色頭髮，頭上佩戴著哥哥齊木空助製作的超能力抑制裝置，戴著綠色眼鏡的高中生。雙撇子。是個能操縱心靈感應、念力、透視、預知、瞬間移動、變性、千里眼等能力的超能力少年。
主角為家中的次子，喜歡吃甜品，特別是咖啡冻。口頭禪是「真是的（やれやれ）」。他討厭昆蟲，因為無法讀取它們的內心，以及看起來很噁心等。曾經因為家裡出現蟑螂就嚇到反射性地使用瞬間移動到美國德州去。會暈船但本人並不承認甚至認為自己是患上了原因不明的疾病。
出生兩個星期後就已經會用心靈感應將意念傳至父母的腦海，出生一個月後就已經會用漂浮術在空中移動，一歲就已經會瞬間移動到商店把味醂帶回來。從幼年時期的經驗開始盡量避免使用超能力，為了不讓別人知道而盡量與別人保持距離地生活。處事方式是典型的中庸主義者，考試時藉由超能力作弊在180人的級別中取得剛好第90名的名次，馬拉松中重置頭41名跑者的體力讓他們可以趕在自己前跑到終點等（最終取得第44名）。
力量強大到只要認真起來三天便可以毀滅整個地球；不過他本人並沒有興趣做這些事情，反而用自己的超能力改變了全世界人類的基因来使他不顯得突出，借此調侃日本動漫業界中的一些常見设定（例如多彩的髮色、即使衣服全破也能遮住重要部位、受傷後快速治癒、能快速思考等）。
看似令人稱羨但實際上這些超能力或多或少有缺點和不受控制之處。例如只要祼眼看着其它人就會把那個人石化24小時因此一直戴上眼鏡、視線固定數秒就會強制觸發透視能力，時間越長透視程度越高，由於他看見裸體只有一瞬間，一般都只能看到內臟和肌肉組織，導致他無法理解為何男生會對女性的身體感興趣。心靈感應只能透過戴上用鍺造成的戒指關閉，因此他一直強制接收別人心聲。此外，因為強制心靈感應導致想看的劇集一直被劇透。故他認為自己生來具備的超能力是缺點而非優點。
因為任何事情都能用超能力辦到，令自已對人生感到些許的乏味。初登場時曾說過，他對一般人的感情完全無法理解，包括驚訝、喜悅、緊張、哀傷、憤怒，甚至連疼痛都感覺不到。
他知道自己是活在漫畫和動畫中的人物，時常打破第四面牆直接與讀者或觀眾對話。
身體肌肉組織相當堅硬，因為有超能力的關係不常用身體運動。肌肉構造比正常人特別，用鐵棒敲打甚至會發出金屬音，使用打地機才能感覺到有在按摩的舒服感，想盡了辦法按摩，最後卻不小心坐到哥哥空助特別製造的按摩椅（按摩椅是為了媽媽而做的，如果其他人坐會產生電流）才恢復柔軟。
但要他當普通人也做不到，因為天生就有超能力，已經太習慣了。後期因為其他（主動黏著他的）同學的關係，開始會有些許的情緒出現。總是使用超能力讓自己不顯眼，不過時常適得其反。
雖然一副冷淡的樣子，但經常會出手幫助其他人，亦不時會心軟可憐身邊的人們，一般都是擔任吐槽的角色。幫助別人後也會浮現微微的笑容，因此有人認為他本性不壞（本人曾表示是溫柔賢慧的母親使自己沒有走偏。）同時十分重視自己父母並且不允許其他人傷害或詆毀他們，雖然在日常生活中會對無能的父親時常求助於他感到不屑，但在外公說父親壞話時罕見的發怒並使用超能力來報復。
某次自己的制禦裝置壞掉，使得超能力無法控制，例如復原物體能力由一天一次提昇至一天三次，而且由復原至一天前狀況提昇至七年。心靈感應接收範圍由200米提昇至整個地球，一個不小心就會破壞物體。最後只好將自己完全放空，由父母帶往英國倫敦找哥哥修理制御裝置才得以解決。
無神論者，與鳥束零太相遇前並不相信靈界與幽靈的存在。並認為想要的願望自己就可達成所以不須求神，但偶爾會因為照橋心美的好運氣(令事情向自己有利的方向發展的能力)感嘆她是受神眷顧之人，並稱「這就是這世界的定律」，即使是自己也無法忤逆照橋的意願，就連自己一直不肯說的哦呼也說了。(此為齊木多次嘗試反抗後得出的結論)。
接近相卜命後會偵測不到其他人的氣場，因為氣場太過強大而抵消了附近人們的氣場。
在故事終局與相卜命成功阻止火山毀滅日本後升上高三（曾因四次未能阻止火山爆發而四次讓地球的時間回溯到一年前，因此讀了四年高二），並利用空助的發明品主動放棄超能力，尾聲有超能力疑似恢復的跡象。在GIGA完結篇中超能力完全復甦，但本人拒絕接受此事實。隕石即將撞击地球前終於接受自己作為超能力者的事實。
題外話，自己平時與同學對話時的確沒有開口，而是使用心靈感應能力溝通，但其他人似乎都没注意到這點。直到故事终局才真正開口對同学說話。
在明智透真變成石頭時為了改變他的記憶回到過去，在最後一次回到過去又回到現在發現現在的同學們跟之前不一樣，所以回去原來的世界，再那之前曾在那個世界中跟大家說自己是超能力者（最終回有播），大家都不在意，最終有沒有說出自己是超能力者這件事還是成了謎。
名字的由來是「超能力者（Saikikkusu）」，與日語中的齊木楠（Saiki Kusu）」發音相同。
齊木楠子（Saiki Kusuko，初登場：漫畫第37、74χ；動畫第8、20，第2期1、23χ）
聲優：戶松遙（日本）；莊巧兒（香港ViuTV）；姜嘉蕾（香港Netflix）
利用變身能力變成女生的齊木。髮色為較淺的粉色。變身為女生時沒有制禦裝置。在131話化名為「栗子」（Kuriko），最後被心美和夢原誤認為是楠雄的妹妹。
阿齊（Sai，初登場：漫畫第49χ；動畫第10χ）
聲優：神谷浩史（日本）；周良鴻（香港ViuTV）；黃榮璋（香港Netflix）
利用變身能力變成貓的楠雄。
燃堂力（Nendō Riki，初登場：漫畫第2χ；動畫第1χ）
聲優：小野大輔／三宅健太（日本）；竺諺鴻（香港ViuTV）；楊耀泰（香港Netflix）；David Wald（美國Netflix）
真人版演員：新井浩文
班級：2年巛班（2年3班） → 3年◯班（3年1班始動篇）
楠雄的同班男同學，經常圍繞著楠雄的人之一。
楠雄自認為的天敵，是個讓楠雄感到棘手的對象，被楠雄稱為「恐怖的男人」。楠雄唯一無法解讀思想的人類一般的存在。稱呼楠雄為「夥伴」，經常邀請他吃拉麵，在中途會變得煩人，但自己察覺不到。平時什麼行動都不考慮的人，俗稱「不可思議的笨蛋」。
體型壯碩但頭腦簡單，大腦只有正常人的一半大，言行舉止都馬馬虎虎，在班裡一直迴避別人。外表看似不良少年，常嚇跑別人，但實際上卻是個老好人。為朋友著想，講究義理人情，第一時間考慮對方的事情，性格溫柔，樂於助人。
楠雄的心靈感應對他沒有作用，理由是一般人時時刻刻都在思考事情，而楠雄能聽到這些思考，但燃堂卻是個甚麼都沒在想的笨蛋，因此楠雄無法聽到其思考，即使燃堂力接近也無法察覺。很多時候缺乏常識，楠雄說「就算在他面前用些超能力他也是不會察覺到的」。
父親在自己出生前已過世，對母親十分孝順。跟其父母長得驚人相似，三人都有顎裂，尤其是父親，差別只在眼睛的傷疤位置不同。
對照顧寵物意外的細心，替楠雄收養了一隻被拋棄的倉鼠，取名「小力2號」。擅長烹飪，唱歌很難聽（給人感覺就像在深入地獄之中的魔音）。
肌力驚人，擅長各種體育運動，運動神經相當好，初中加入田徑隊並一直保持著「日本中學生短跑記錄」；高一在棒球部正式成員排位第四，參加過甲子園甚至被職業球隊的球探相中；躲避球也有「躲避球達人小燃」之稱。曾打出一支逆轉勝的再見全壘打並在球即將打到觀眾時又出現在觀眾席親自接殺。
經常說的話是「哥們兒，咱們一起去吃拉麵吧~」。
身體的氣場十分強，頭部的卻幾乎沒有。
名字的由來是「念動力（Nendōryoku）」，與日語中的燃堂力發音相似。
海藤瞬（Kaidō Shun，初登場：漫畫第3χ；動畫第1χ）
聲優：島崎信長／江口拓也（日本）；黃尉斯（香港ViuTV）；張振熙（香港Netflix）；Micah Solusod（美國Netflix原創動畫）
真人版演員：吉澤亮
班級：2年巛班（2年3班） → 3年◯班（3年1班始動篇）
楠雄的同班男同學，經常圍繞著楠雄的人之一。
公認的中二病患者，重度中二病，經常醒目地出現做出KY的舉動，班級裡輕浮的存在。由於性格內向因此經常保持中二的狀態。個性溫厚善良而且重視朋友但生性懦弱，身體能力也十分纖弱。由於性格單純所以經常被騙，但反過來被正義感支撐著想要幫助別人。
身材苗條，不擅長運動，運動神經很差，不會游泳。但受父母的影響多少能夠勉強應付。長相不錯，在海邊時被女生主動搭訕。家境小康，家教十分嚴格，在母親面前是個乖小孩，不會提及自己的中二設定。善於變裝追蹤他人。
很重視楠雄和燃堂。因不小心看到窪谷須跟不良少年的打架而開始觀察窪谷須，結果回家時和楠雄遇上不良少年，而陷入困境，此時窪谷須經過，自己只是一味的叫楠雄和窪谷須逃走，是後窪谷須坦白一切說明自己原本的身分，兩人情投意合，成為一對好朋友，稱呼都互相直接叫名字。
守護靈是吉娃娃；相卜命看見的氣場形狀像松鼠一樣。
名字的由來是「瞬間移動（Shunkan'idō）」。
「漆黑之翼」
是海藤將自己代入自己所設定的世界觀和角色中。自稱是秘密結社「暗黑再臨」中名的戰鬥者。認為自己右手裡寄宿著原力「Black·Peat」所以纏有繃帶，與計劃將人類從地球上淘汰的秘密組織「暗黑再臨」戰鬥。
平時會將繃帶纏在右手上（據本人表示這是為了封印過於強大的力量），並將自己的襯衫撕得破破爛爛地（意義不明，似乎只是為了耍帥）。
自帶BGM的男人。
灰呂杵志（Hairo Kineshi，初登場：漫畫第6χ；動畫第2χ）
聲優：日野聰（日本）；郭浩勤（香港ViuTV）；郭湛深（香港Netflix）；Kyle Phillips（美國Netflix原創動畫）
真人版演員：笠原秀幸
班級：2年巛班（2年3班） → 3年◯班（3年1班始動篇）
楠雄的同班男同學，經常圍繞著楠雄的人之一。
熱血男子，與任何人都友好相處的文武兼修的班級領導人一般的存在。其認真老實的態度受到班上同學深厚的愛戴，但有時也因為過分的本性而讓人鬱悶。對待什麼事情都全力以赴的熱血而爽快的男人。性取向是灰色，總是容易露出屁股。
毅力論者，認為只要有毅力甚麼都能辦到，只是做不做的問題，對他人要求甚高，但對自己更加嚴格。班上同學常受此影響也變得熱血，但對楠雄來說卻是數一數二的災難，他的熱血直覺認定楠雄的實力深不可測，只因楠雄故意隱藏而毫不認真、從不顯露人前。
有著驚人的身體能力，與燃堂不相上下的存在。所屬網球部。在體育方面，因輸給燃堂而單方面視燃堂為勁敵。在學校馬拉松比賽中快到終點時候被燃堂力超過時，騙對方上當，然後懷著內疚的想法乘機跑達終點。
其性格與口頭禪其實大多來自日本網球選手松岡修造。
守護靈是一位熱血的網球選手；相卜命看見的氣場形狀如同熊熊燃燒的火焰。
名字的由來是「自然發火（Pairokineshisu）」。
照橋心美（Teruhashi Kokomi，初登場：漫畫第5χ；動畫第1χ）
聲優：茅野愛衣／阿澄佳奈（日本）；廖欣怡（香港ViuTV）；楊樂瑤（香港Netflix）；Tia Ballard（美國Netflix原創動畫）
真人版演員：橋本環奈
班級：2年巛班（2年3班） → 3年◯班（3年1班最終話、始動篇）
本作女主角，楠雄的同班女同學，經常圍繞著楠雄的人之一，同時也是喜歡楠雄的女性角色之一。
容貌姣好、待人親切、舉止大方，是個「完美美少女」。對自己的魅力有著絕對自信，深信自己是得神明眷顧的女子。無論對什麼人舉止都和藹可親，受到了所有男性的歡迎，也獲女性愛戴。名氣屬於金字塔頂層「只要是個人就會知道的級別」，在學校有自己粉絲團「心美會」，在大街上回頭率和被搭訕頻率都很高。
幾乎所有男性都會注意到心美，本人也樂於被注視，但此為本人刻意塑造出的完美女性形象，自稱並在行動上力圖做到「不僅擁有漂亮的臉蛋還有著溫柔內心的完美美少女」。和她見面的男性無論是誰都會不得不發出「哦呼！？（おっふ！？）」的驚嘆的終極絕對最強受人喜愛的女孩。已确定不会哦呼的男性包括齊木三父子（楠雄、楠雄的哥哥空助和父親國春）和灰呂杵志。
由於自己的自戀心態與備受男性的關愛與注目，對於態度冷淡、不為其美色所動的楠雄十分在意。雖然楠雄想藉由被心美討厭轉移其注意，但不論他用什麼手段，心美都會幻想成楠雄其實是因愛慕自己才有此舉。現在最大的目標就是讓楠雄對她「哦呼」。 現時因各種意外遭遇，已經給楠雄的家人留下「良好的印象」，讓楠雄感到些許困擾。而照橋總能通過極微的機會碰到楠雄或是令事情向有利自己的方向發展的好運，令楠雄多次感嘆自己即使使用超能力也無法對抗這位被幸運之神眷顧的美少女，到故事後期甚至有放任照橋的行為不作反抗的跡象，似已接受她是不可避免的存在般。
對男性十分挑剔（但不會表現出來），認為只有又帥又有錢的人才能配得上自己。才虎初登場時，曾被錢衝昏頭，但在最後腦裡閃過了楠雄的臉，而冷靜拒絕才虎的追求。
前期本人一直否認自己喜歡楠雄，直至漫畫中後期131χ已經向閨蜜夢原知予透露自己暗戀楠雄。
相卜命看見的氣場形狀強大如天使的白色翅膀，夾雜少許黑色羽毛。
在動畫版有閃閃發光的背景。
楠雄曾拜託心美收養倉鼠「小力2號」，卻因家裡養了貓無法再養（推測是安普愛上的那隻母貓浦西，因牠身上的心形花紋對應了心美的名字，一出場時有戴著項圈表示浦西是有人養的）。
名字的由來是「心靈感應（Terepashii）」。
夢原知予（Yumehara Chiyo，初登場：漫畫第5χ；動畫第2χ）
聲優：田村由香里（日本）；顧詠雪（香港ViuTV）；黃穎誼（香港Netflix）；Jill Harris（美國Netflix原創動畫）
班級：2年巛班（2年3班） → 3年◯班（3年1班始動篇）
楠雄班上的女同學，經常圍繞著楠雄的人之一。
愛做白日夢的浪漫主義者少女。有著與各種各樣的男生交往的內心發生激烈變化的戀愛體驗，在中學三年間有著曾運營以自己為主人公的小說網站（現已關閉）的黑歷史。喜歡戀愛故事的比較普通（？）的女子。
是心美的第一位同齡女性朋友，也是心美初次可以放下架子商量的友人。大多數女性因為心美的強大美貌而對其敬而遠之，夢原本身也因為心美的強烈美貌而被多次忽略，不過她對待心美依然如同普通女孩交流。曾經因為楠雄的關係，誤以為心美喜歡燃堂，解開誤會後轉而支持心美追求楠雄。
以前曾經暗戀過楠雄，楠雄一直想辦法要讓她轉移目標去喜歡上他人，目前暗戀海藤。雖然曾經一度有交往的男朋友，但後來分手後又繼續喜歡著主角楠雄，這點令他非常困擾。修學旅行篇因為被海藤所救（其實是楠雄用超能力幫忙），開始對海藤有好感。
某次因為吃了大量零食而發胖，試著努力減肥但依然沒有效果，後來在楠雄的暗示下（看見海藤說她變胖），加上她個人的妄想，以非常驚人的速度瘦了下來。同時也因此開啟她抖M的開關。在之後有向海藤告白，但因為之後楠雄避免被大家發現是超能力者，所以回到過去的前一天把直升機破壞掉後，等於告白這整件事從未發生過。
相卜命看見的細小氣場散發著可愛心形。
名字的由來是「預知夢（Yochiyume）」。
鳥束零太（Toritsuka Reita，初登場：漫畫第17χ；動畫第4χ）
聲優：花江夏樹（日本）；張振熙（香港ViuTV）；陳漢祺（香港Netflix）；Joel McDonald（美國Netflix原創動畫）
班級：2年＋班（2年2班） → 3年◯班（3年1班始動篇）
楠雄隔壁班的同學，作品中第1名新轉學生和超能力者，經常圍繞著楠雄的人之一。
靈能力者，幼年就能看到幽靈，能夠與幽靈對話治愈煩惱的能力者。看起來不是壞人，忠於自己的慾望而容易被他人的行動所吸引。但非常好色，是女生最喜歡的有著清澈眼神的人渣。初戀是幽靈“米洛醬”。守護靈為燃堂的父親。
為了掌握超能力從而隨意地生活下去而志願成為楠雄的「弟子」。除了楠雄的家人外，少數知道他會使用超能力的人之一（是幽靈告訴他關於楠雄的事情的）。當楠雄使用隱形術及幽體脫離時仍然可以看見楠雄。
學習超能力的目的是為了將其用在做那些「見不得人的事情」上，例如：賭博、偷窺、把妹。雖然楠雄不懂教也不願意教他，但仍然堅稱楠雄為「齊木師傅」。經常出於色慾而使用通靈能力，諸如以守護靈的話題吸引女孩子注意、向幽靈打聽女孩子的私人資訊，或利用降靈（附身）來博得女性好感等等。
相卜命看見的氣場形狀疑似男性生殖器。
名字的由來是「取鬧鬼（Toritsukareta）」。
目良千里（Mera Chisato，初登場：漫畫第47χ；動畫第9χ）
聲優：內田真禮（日本）；駱慧怡（香港ViuTV）；Megan Shipman（美國Netflix原創動畫）
班級：2年巛班（2年3班） → 3年◯班（3年1班始動篇）
楠雄班上的女同學，經常圍繞著楠雄的人之一
眼鏡娘，仔細看的話會發現眼鏡有一邊沒有鏡片。有著悲慘命運的貧窮少女，有著笨手笨腳的特質。身材意外地很好，穿上泳裝時相當引人注目。
在父親失蹤後不得不維持生計，為此兼職了許多工作。因為每天都過得很節制所以喜歡食物，主食是豆芽和麵包邊，只要看起來好像能吃的東西都會吃下去。在楠雄常去的咖啡店打工，因家境不好必須身兼多份兼職補貼家用，原本家境不錯但因父親投資失敗而變的窮困潦倒。
因為家境貧窮，所以平常吃的東西不多，只要有免費的食物可以吃就會拼命大吃，因此被認定是個吃貨。運動服上還繡著別人的名字。視情況會出現野生化的狀態，會咬人跟襲擊獵物等，此時不會說人類語言。想捉她的討債人曾因此吃虧並形容根本是一隻野獸。
在相卜命的幫助下與跑路的父親重和，討債人也被楠雄趕跑，因此又開始花錢大吃大喝。
名字的由來是「千里眼（Senrigan）」。
窪谷須亞蓮（Kuboyasu Aren，初登場：漫畫第65χ；動畫第14χ）
聲優：細谷佳正（日本）；陳漢祺（香港ViuTV）；杜景煜（香港Netflix）
真人版演員：賀來賢人
班級：2年巛班（2年3班） → 3年◯班（3年1班始動篇）
楠雄班上的男同學，作品中第2名新轉學生，經常圍繞著楠雄的人之一。
轉入楠雄班級的一本正經的眼鏡男，但真實身分是擔任原「炎栖霸」隊長的不良少年，是為了改過自新而轉學到PK學園。是將楠雄和海藤加起來除以二感覺的不良少年，以前的綽號是「修羅中的殺戮武器」、「鬼殺的窪谷須」、「襟足的亞蓮」。
由於父母原本也是小混混，導致自己總是不自然地流露出不良反叛的樣子，並且總是讓領子立起來。因此理所當然地也很以轉學為契機打算從不良畢業，並成為現在這樣，直到現在為了擺脫不良少年的身份而轉學到PK學園。
打架能力超群，從小打架未曾輸過。對於突然襲擊的躲避能力相當地強，甚至能夠感受到已經消除氣息的楠雄。本來是個異常暴力的人，為了朝向正常人壓抑自己暴力的特質，但是在緊急狀況（遇到不良少年等等）總是忍不住流露出不良少年樣子，時會顯現出來。曾因摩托車壞了而短暫在便利店兼職，因此對便利店店員的工作非常暸解。曾在燃堂兼職時嘗試阻止燃堂闖禍，可惜為時已晚。
因為灰呂曾說過跟「前總長」一樣的話，成為了自己想主動結交的人。最想成為好學生但為此一個朋友也交不上，在急需要交朋友的情況下認識了楠雄，認為楠雄是很好相處的人，於是就成為經常黏著齊木的第3位人物。曾因此救過被不良少年纏上的楠雄與海藤。
事後跟海藤特別很聊得來，兩人情同意和，成為一對好朋友，稱呼都互相直接叫名字。因思考方式比燃堂正常許多，後期代替燃堂的角色定位，如與海藤一起負責吐槽以及解說現況。
相卜命看見的氣場形狀強大且銳利的鋸齒狀還有長髮型狀的氣場。
名字的由來是「透視（Kureyaboyansu）」。
才虎芽斗吏（Saiko Metori，初登場：漫畫第115χ；動畫第23χ）
聲優：松風雅也（日本）；陳健豪（香港ViuTV）；簡懷甄（香港Netflix）；Adam Gibbs（美國Netflix原創動畫）
班級：2年巛班（2年3班） → 3年◯班（3年1班始動篇）
楠雄班上的男同學，作品中第3名新轉學生。
超級豪門財閥的公子哥，是一個極度敗金與自戀富二代。從小就被父親教導著用錢處理事情的道理，總是用錢擺平麻煩，認為錢就是萬能。在路上看見心美後特意轉學進PK學園，轉學進來後被心美拒絕後，決定報復在心美周遭的人，最後被心美的粉絲團及同學們聯手擊敗。
原本只吃自家廚師或者高級餐廳所烹飪的美食，但在被老爸以“體驗窮人們悲哀的一天”為由，被迫與楠雄一行人結伴回家，晚餐則在拉麵店解決，從此之後便會要求廚師煮拉麵當正餐。
在與燃堂、楠雄一行人幾次相處之後，想法也開始有所轉變，不過對錢的態度與個性基本上都沒變化，在故事後期性格有了明顯的變化，逐漸將楠雄等人視為朋友，甚至在始動篇的結尾，當隕石及將撞擊地球時，要求身邊的保鑣將楠雄一行人一同帶至避難處。
相卜命看見的氣場形狀為閃亮、金光耀眼。
事實上身高只有163cm，比心美還矮，靠特製的内增高鞋讓自己顯得比較高。
名字的由來是「接觸感應（Saikometorii）」。
梨步田依舞（Rifuta Imu，初登場：漫畫第143χ；動畫第28χ）
聲優：M·A·O（日本）
PK學園1年級新生。雙馬尾的可愛美少女，在意自己的可愛。出場時心裏的自我介紹和心美一樣，剛升高中時就妄想要當學校的女王，但卻發現心美比自己可愛，視照橋心美為競爭對手，想方設法希望得到「學校第一美少女」的地位。因為照橋比梨步田更腹黑所以齊木覺得她比照橋可愛一點。
原本從小到大都習慣被人當作女王，但升高中卻因心美而遇到瓶頸，連唯一的3人粉絲團都被搶走。在楠雄暗地裏的計劃下，得知心美喜歡楠雄後就決定要奪走楠雄讓其難堪，而齊木則想利用這點擺脫照橋，但最後卻因被楠雄承認而喜歡上他。
然而楠雄一直用超能力來阻擋梨步田纏上自己，利用相卜命假裝是和楠雄一對阻止梨步田告白，但卻認為楠雄是很差勁的男生，屬於見一個愛一個的人，現對楠雄失望以及憐憫心美之餘轉而喜歡上心美，並誓言阻止其楠雄接觸。在偶然機遇下迷戀上了照橋的哥哥照橋信。
隨後有事情便會尋求楠雄協助，在第234x第9頁第4格裡甚至以環抱來糾纏他幫忙。現在的心態比較像是愛找學長麻煩的學妹。
名字的由來是「時空洄朔（Taimuriipu）」。
相卜命（Aiura Mikoto，初登場：漫畫第162χ；動畫第32χ）
聲優：喜多村英梨（日本）
班級：2年巛班（2年3班） → 3年◯班（3年1班始動篇）
楠雄班上的女同學，作品中第4名新轉學生，第三位超能力者，經常圍繞著楠雄的人之一。同時也是喜歡楠雄的女性角色之一。
金髮巨乳辣妹，三圍相當驚人，澀谷系女孩，皮膚黝黑。愛好說辣妹語言，性格開朗。占卜師，擅長占卜人的運氣，也擁有預知能力和偵查能力，有着能看透別人氣場的不可思議能力的超能力者。
為了尋找自己的真命天子（楠雄）而轉學過來，但由於楠雄的氣場太強蓋過所有人導致相卜命來到PK學園時無法看到其他人的氣場，只能用占卜的方式一個個誘惑男同學來試驗是否為真命天子。楠雄用瞬間移動救了從屋頂掉下去的夢原，發現楠雄是超能力者。得知楠雄的祕密後，以保護夢原知予平安度過死相為條件約定保密楠雄超能力的事。
外表與言行舉止有些輕佻愛玩，實際上是個關心他人又愛照顧人的可靠女性。與把能力用在色慾的鳥束相反，樂於用自己的能力幫助困難的人，曾為了幫助千里找父親而跟楠雄起爭執。
能幹且可靠，人也很好。在期間看見楠雄的可靠而逐漸喜歡上楠雄。多次協助楠雄度過難關，算是楠雄唯一一個可以信任的人（鳥束雖然協助過，但不被楠雄信任），也被楠雄稱讚過。
細節中可以看出是隱藏的m，例如動畫第2季第9話曾透露自己喜歡s的男人以及動畫第2季第20話透露自己被喜歡的人說是「豬」會興奮。
有洗完澡後一絲不掛走出來的壞習慣。
名字的由來是「命・卜・相」。
明智透真（Akechi Tōma，初登場：漫畫第210χ；動畫第42χ）
聲優：梶裕貴、藤原夏海〈童年時期〉（日本）
班級：2年巛班（2年3班） → 3年◯班（3年1班始動篇）
楠雄班上的男同學，作品中第5名新轉學生，經常圍繞著楠雄的人之一。有著馬桶蓋髮型。廢話很多，總是瞬間填滿對話框，有着喋喋不休的台詞的角色設定。但推理思考能力很強。
是楠雄的小學同學，原本的母姓是「明日視（あすみ）」。在小學時看到了楠雄使用超能力的樣子，與楠雄再次見面後開始調查超能力的事，收集證據當面質問楠雄，楠雄原本打算回到過去改變明智看到超能力的事件，但都沒辦法成功，最後只能向他坦白，於是知道了楠雄是超能力者的事實。
守護靈是名偵探福爾摩斯。
相卜命看見的氣場形狀是圓周率旋風。
以漫畫中優異的推理表現，目前推斷明智透真的名字來源自日本三大名偵探之一，日本著名推理小說作家江戶川亂步筆下的名偵探明智小五郎。

## PK學園高中

### 2年3班
又稱2年巛班。
高橋（Takahashi，初登場：漫畫第2χ；動畫第1χ）
聲優：村田太志（日本）；袁德基（香港ViuTV）；陳漢祺（香港Netflix）
楠雄班上的男同學。曾在開學典禮裝病企圖早離，但被燃堂破壞甚至被人工呼吸，算是班上的壞學生，在多次事件中都是屬於被波及到的配角。在才虎芽斗吏的事件後「高橋」一詞被當作為錢出賣自己的守財奴。守護靈是個老奶奶，相卜命看見的氣場形狀有如鼻涕，長得很像齊木楠雄及明智透真的小學同學高司。
澤北幸輝（Sawakita，初登場：漫畫第22χ；動畫第5χ）
聲優：小林裕介（日本）；黃榮璋（香港ViuTV）；唐浩民→譚禹晋（香港Netflix）
楠雄班上的男同學。原本是個比齊木楠雄還要普通的高中生，在體育季期間被分派到與照橋心美一組，進而發揮出對心美的熱情。體育季後加入了心美後援團，並擔任第8任總會長。注意到楠雄跟心美關係不尋常，深入調查後粉絲團打算對付楠雄，但澤北下令祝福兩人，會員No.592。
索爾貝（Zolbe，初登場：漫畫第6χ；動畫第2χ）
聲優：保村真（日本）；何偉誠（香港ViuTV）；鄧晟均（香港Netflix）
楠雄班上的男同學，外國人。
横田邪我（Yokota Jaga，初登場：漫畫第37χ；動畫第8χ）
聲優：木島隆一（日本）；黃榮璋（香港ViuTV）；楊耀泰（香港Netflix）
楠雄班上的男同學，高橋的好友。
村田修二（Murata Shūji，初登場：漫畫第37χ；動畫第8χ）
聲優：室元氣（日本）；何偉誠（香港ViuTV）；楊啟健→黃文軒（香港Netflix）
楠雄班上的男同學，高橋的好友。
樫村大河（初登場：漫畫第59χ；動畫第13χ。）
聲優：柳田淳一（日本）
楠雄班上的男同學，索爾貝的好友。
松尾平（初登場：漫畫第59χ；動畫第13χ。）
聲優：熊谷健太郎（日本）
楠雄班上的男同學，索爾貝的好友。
葛西文
聲優：貫井柚佳（日本）
楠雄班上的女同學，與灰呂杵志同為2015年度PK學園文化祭執行委員。

### 2年2班
又稱2年＋班。鳥束零太請參考「#主要人物」。
佐藤廣（Satō Hiroshi，初登場：漫畫第180χ）
聲優：小野賢章（日本）
2年2班的男學生。極度非常普通的學生，各方面都相當「普通」。於是成為齊木研究對象，齊木還曾想跟他交朋友。目前和鈴宮陽衣穩定交往中。
鈴宮陽衣（Suzumiya Hii，初登場：漫畫第257χ）
聲優：東山奈央（日本）
2年2班的女轉學生。外表可愛，卻有著絕對的不幸體質，被鳥束評為能力者的程度。目前和佐藤廣穩定交往中。
相卜命看見的氣場不祥得十分誇張，但再佐藤廣身旁時不幸會暫時無效化，其絕對的不幸體質是因為她的守護靈不工作的緣故，在鳥束的守護靈（燃堂他爸）的幫助下得到改善。
動畫版初登場於美國Netflix原創動畫《齊木楠雄的災難：再始動》
篠田武瑠（初登場於：漫畫第5χ；動畫第2χ）
聲優：內匠靖明（日本）；黃榮璋（香港ViuTV）；鄧晟均（香港Netflix）
生日：4月10日／血型：B型。2年2班的男學生，夢原的前男友，文化祭時有辦過樂團。
前田孝之（初登場：漫畫第5χ；動畫第2χ）
聲優：石谷春貴（日本）；陳啟熾（香港ViuTV）
2年2班的男學生，篠田的友人，文化祭辦過樂團。
中西伸也（初登場：漫畫第71χ；動畫第15χ）
聲優：天崎滉平（日本）；陳健豪（香港ViuTV）
2年2班的男學生，篠田的友人，文化祭辦過樂團。
大島優二（初登場：漫畫第22χ；動畫第5χ）
2年2班的男班長，體育祭的率領者。
大堀幸一（初登場：漫畫第38χ；動畫第5χ）
2年2班的男學生。同性戀愛，喜歡灰呂。
板野依子（Itano Yoriko，初登場：漫畫第52χ；動畫第10χ）
聲優：Lynn（日本）；顧詠雪（香港ViuTV）
2年2班的女學生，被鳥束看上的女學生。生日：12月3日／血型：O型。

### 2年1班
又稱2年○班。
翡翠之瞳（初登場：漫畫第11χ；動畫第3χ）
聲優：古川慎（日本）；袁德基（香港ViuTV）；楊啟健（香港Netflix）
2年1班的男學生，曾經騙過海藤。本名是「田中一郎」。
杉山春夫（初登場：漫畫第22χ；動畫第5χ）
聲優：石谷春貴（日本）；袁德基（香港ViuTV）；郭浩勤（香港Netflix）
2年1班的男班長，體育祭的率領會者。
木蜂文太（初登場：漫畫第101χ；動畫第20χ）
聲優：林大地（日本）；陳健豪（香港ViuTV）
2年1班的男學生。「心美後援會」防衛部隊隊長，會員No.6540。
西總二朗（初登場：漫畫第101χ；動畫第20χ）
2年1班的男學生。「心美後援會」會員之一，會員No.2981。開學禮時碰巧坐在照橋身旁位置並與對方握手，自此便再也沒有清洗右手。

### 2年4班
又稱2年□班。
谷原健二（初登場於：漫畫第22χ；動畫第5χ）
聲優：河西健吾（日本）；張振熙（香港ViuTV）；鄧晟均（香港Netflix）
2年4班的男班長。成績排行全年級第一，體育祭的率領者。在體育祭的班級投籃比賽中鑽規則隙獲得第一，接力跑比賽暗地裏故意絆到灰呂。
布袋友孝（初登場：漫畫第101χ；動畫第20χ）
2年4班的男學生。「心美美會」會員之一的男學生，會員No.3622。
春野康夫（初登場：漫畫第101χ；動畫第20χ）
聲優：手塚弘道（日本）；何偉誠（香港ViuTV）
2年4班的男學生。「心美美會」會員之一的男學生，會員No.1981。

### 2年5班
又稱2年☆班。
松田一平（初登場：漫畫第22χ；動畫第5χ）
聲優：手塚弘道（日本）；何偉誠（香港ViuTV）；楊啟健（香港Netflix）
2年5班的男班長。體育祭的率領者。
三島信明（初登場：漫畫第101χ；動畫第20χ）
2年5班的男學生。「心美後援會」會員之一，會員No.5231，背部有著「心美命」紋身。
三上愛子（初登場：漫畫第122χ；動畫第25χ）
聲優：相澤梨紗（日本）
2年5班的女學生，網球社成員，原本是喜歡鳥束零太那種會做些「見不得人的事情」，例如：賭博、偷窺、把妹的一無是處的男性的，但看到鳥束零太在網球社裡打網球打的不錯而一瞬間對他不感興趣了。
久見幸次（初登場：漫畫第128χ；動畫第26χ）
2年5班的男學生，不良少年。

### 一年級生
萬城乃亞理栖（Makino Arisu，初登場：漫畫第96χ；動畫第20χ）
聲優：古木望（日本）；姜嘉蕾（香港ViuTV）；梁瑞芬（香港Netflix）
一年級的女學生。超自然社社員，個性極為神經質且古怪。本名是「下柳敦美」。
真木椎子（Maki Shiiko，初登場：漫畫171χ；動畫第35χ）
聲優：嶺內智美（日本）
一年級的女學生，棒球社經理。曾勸燃堂加入棒球社，於是寫了一封信給燃堂，由於被誤認是情書，海藤、齊木、亞蓮、灰呂等人超越驚訝。

### 三年級生
金剛剛（初登場：漫畫第10χ；動畫第2χ）
聲優：新垣樽助（日本）；袁德基（香港ViuTV）；郭浩勤→陳啟熾（香港Netflix）
三年級，留級多年的暴力男學生。因齊木告訴其松崎私底下的努力而洗心革面，卻因出席次數不夠而留級。最後考上東大。
森川實
初登場於漫畫第140χ。三年級的學生。高中三年從沒來過學校的萬年總宅。
二宮金子
初登場於漫畫第140χ。三年級的學生。是一名偶像明星女學生。
槙島聖也
初登場於漫畫第140χ。三年級的學生。「鯨谷事件」事件的首謀者。
瀧澤一志
初登場於漫畫第140χ。三年級的學生。灰呂網球部的學長，灰呂憧憬的人之一。
赤西進一
初登場於漫畫第140χ。三年級的學生。夢原前男友之一。
峯尾信昭
初登場於漫畫第140χ。三年級的學生。以前有中二病，是海藤憧憬的人之一。
倉持紳介
聲優：山口崇浩（日本）
初登場於漫畫第149χ。三年級的男學生。
浄天真子（初登場：漫畫第156χ。）
聲優：榎梓（日本）
新聞社女社長。捏造出齊木在無人島遭難騒動的虚偽報道。

### 棒球社
菅原（初登場：漫畫第198χ。）
聲優：小野友樹（日本）
棒球社的一員。
田代（初登場：漫畫第198χ。）
聲優：河西健吾（日本）
棒球社的一員。
福徳（初登場：漫畫第198χ。）
聲優：拝真之介（日本）
棒球社的一員。
吾川（初登場：漫畫第198χ。）
聲優：市川太一（日本）
棒球社的一員。
高宮（初登場：漫畫第198χ。）
聲優：田所陽向（日本）
棒球社的一員。
松谷（初登場：漫畫第198χ。）
聲優：石狩勇氣（日本）
棒球社的一員。

### 畢業生·校友
東野文吾（初登場：漫畫第170χ。）
聲優：岩澤俊樹（日本）
20年前的男畢業生，其兒子現為圖書委員。
村上章子（初登場：漫畫第170χ。）
聲優：貫井柚佳（日本）
20年前的女畢業生。
上田（初登場：漫畫第179χ。）
聲優：野坂尚也（日本）
1992年度的男校友，現為知名藝人。

### 教職員
松崎（初登場：漫畫第2χ；動畫第1χ）
聲優：山口太郎（日本）；黎家希（香港ViuTV）；楊啟健（香港Netflix）
PK學園的訓導主任，也是2年（3）班的體育老師。金剛的恩師。為人嚴格，因時常檢查學生是否違反校規，所以被學生們討厭，但也很常替學生們著想，希望學生做好自己的本分。
島京佳（初登場：漫畫第26χ；動畫第12χ）
聲優：櫻井浩美（日本）；姜嘉蕾（香港ViuTV）；王夢華→黎皓宜（香港Netflix）
PK學園2年3班班級女導師，井口工登場後調至2年2班。曾經被新聞部捏造緋聞，不過本人似乎不怎麼在意。
神田品助（初登場：漫畫第2χ；動畫第1χ）
聲優：野瀨育二（日本）；陳健豪（香港ViuTV）；郭湛深（香港Netflix）
真人版演員：佐藤二朗
PK學園的校長。
庭山球兒（初登場：漫畫第110χ；動畫第22χ）
聲優：間宮康弘（日本）；何偉誠（香港ViuTV）；袁德基（香港Netflix）
PK學園網球社所屬的老師。
井口工（初登場：漫畫第238χ）
聲優：鳥海浩輔（日本）
PK學園2年3班新任班級導師。外表猥瑣，經常被人誤會以為在性騷擾，其實是個認真的好老師。
動畫版初登場於美國Netflix原創動畫《齊木楠雄的災難：再始動》

## 主要人物的家族

### 齊木家
齊木國春（Saiki Kuniharu，初登場：漫畫第1χ；動畫第1χ）
聲優：岩田光央（日本）；何偉誠（香港ViuTV）；郭浩勤（香港Netflix）；Chuck Huber（美國）
演員：田邊誠一
39歳。楠雄和空助的父親。職業是漫畫編輯。特技是討好上司。不負責任而且沒有出息，經常在遇到困難時強烈央求楠雄。善於為上司拍馬屁的廢物（甚至會舔上司的鞋子）。平時與久留美是笨蛋情侶一般的狀態，由於楠雄天生就具有超能力也就順應的在家中普通地培育了下去。
初登場與妻子久留美誤會冰釋後眼中只有對方。雖然素行不良，但楠雄還是對他有基本的尊重，曾因為楠雄的外公說他的壞話而激怒楠雄。優柔寡斷的個性，遇到困難就強烈依賴著超能力兒子。常低頭拜託楠雄使用超能力，像開鎖或搬重物等等瑣事，所以也常被楠雄以甜食做為等價交換的條件，定位類似《多啦A夢》的成人版大雄。不過偶爾也有在極少數的情況下以父親的立場開導楠雄或是在工作上認真面對的一面。
齊木久留美（Saiki Kurumi，初登場：漫畫第1χ；動畫第1χ）
聲優：愛河里花子（日本）；莊巧兒（香港ViuTV）；王夢華（香港Netflix）；Morgan Garrett（美國）
演員：內田有紀
37歳。楠雄和空助的母親。職業是家庭主婦。願望是世界和平。性格溫和單純，有著嚴重的天然呆，非常愛丈夫和兒子，楠雄沒有因為強大的力量而誤入歧途的濫用，很大程度上便是受到她的影響。
生下楠雄時對於他不尋常的超能力毫無察覺，相當遲鈍、迷糊的個性。初登場時與丈夫國春感情鬧不和，楠雄從中調解後回復熱戀狀態，夫妻倆人的世界只有彼此。平時對每人都相當溫柔，但卻因為過度的天然呆成為易受欺詐的目標。
雖然極少發火，然而一旦發飆時的樣子非常可怕，會化身成夜叉的模樣（聲音會有立體聲），即便是楠雄也覺得恐怖。通常會發飆的原因無非是因為任何傷害家人的事情，以及被說壞話的時候。
原本姓氏同樣是「齊木」，並非是改夫姓的結果。
齊木熊五郎（Saiki Kumagorō，初登場：漫畫第92χ；動畫第19χ。）
聲優：山寺宏一（日本）；黃志明（香港ViuTV）；杜景煜（香港Netflix）
楠雄和空助的外祖父。外表冷酷，但其實是內心很疼愛楠雄，超級傲嬌中的傲驕，在別人面前只傲不嬌。明明是老年人卻是極度的傲嬌體質，不論傲還是嬌的程度都超出常理。不過面對女婿國春的時候則只有傲。十分反感齊木國春。
初登場時不知道楠雄超能力的事，知道之後雖很驚訝，但也接受了。存了很多想給孫子的錢。
齊木久美（Saiki Kumi，初登場：漫畫第92χ；動畫第19χ）
聲優：田中理惠（日本）；周文瑛（香港ViuTV）；梁瑞芬（香港Netflix）
楠雄和空助的外祖母。年近花甲卻如同中年一般，打扮卻和年輕一輩的少女一樣。外表年輕到了會讓人產生「是不是注入了什麼啊？」這種不可思議以及不安的想法。與此同時內心也很年輕，對辣妹用語很敏感，只要記起來就會想要立刻去使用。
初登場時不知道楠雄超能力的事，知道之後雖很驚訝，但也接受了。
齊木空助（Saiki Kūsuke，初登場：漫畫第104χ；動畫第21χ）
聲優：野島健兒、石上靜香〈童年〉（日本）；郭俊廷（香港ViuTV&Netflix）、廖欣怡〈童年〉（香港ViuTV）；Chris Patton（美國）
楠雄的哥哥，初登場時是18歲，年齡比楠雄大二年。IQ高達218的天才發明家，極度聰明而且擅長猜測別人的想法，能在戴上心靈感應屏蔽裝置的狀況下和楠雄溝通（因為楠雄只用心靈感應和人交流的）。記憶力非常驚人，會記住自己輸給楠雄多少次（目前0勝4255敗）。銀行存款有八十億之多。
出生後一個月便已經懂得說話，兩歲時便已經掌握基本讀寫和計算能力。自三歲起便由於弟弟楠雄的超能力而屢屢遇上挫折。中一時發明了一個可以抑制楠雄的超能力的裝置，但仍然無法勝過楠雄。深切體會到挫敗感，直到14歲時終於自暴自棄從高中跳級遠赴英國劍橋大學留學。在取得碩士學位後研製出封鎖心靈感應的裝置。
初登場時居住在倫敦，縱使輸了整杠整4255次都仍然想繼續挑戰，是個沉迷於敗給楠雄的超級被虐狂（事實上可能是因為楠雄壓倒性的強大而產生的心理變態）。在改變了的2014年的平行世界裏為了讓在該世界早已死亡的楠雄復活而發明了時光機，間接成為那個世界裏爆發第三次世界大戰的主因。被稱為「Dr.KU-SUKE」而被敬畏。現在已從劍橋大學畢業並住在外祖父母家。
唯一一位敢批評照橋心美的男性角色，曾因為批評心美而引發公憤，事後還故作淡定的乘著直升機飛走，完全無視周遭的人對他的追殺。

### 燃堂家
燃堂的父親（初登場：漫畫第18χ；動畫第4χ）
聲優：小野大輔（日本）；竺諺鴻（香港ViuTV）；楊耀泰（香港Netflix）
燃堂的父親，眼睛傷痕在右眼，燃堂出生前就去世，死後成為一個幽靈，變成幽靈後失去了生前的記憶，鳥束零太的守護靈。本名是「竹內力」。
燃堂綠（Nendō Midori，初登場：漫畫第46χ；動畫第9χ）
聲優：小野大輔（日本）；竺諺鴻（香港ViuTV）；楊耀泰（香港Netflix）
年紀：32歲／生日10月31日／身長：約186cm／血型：O型
燃堂的母親，兩眼都有傷痕，蝶野的前妻，個性豪放。完全沒注意到自己跟丈夫及兒子的長相極為相同。

### 海藤家
海藤的母親（Kaidō's Mom，初登場：漫畫第51χ；動畫第10χ。）
聲優：恆松步（日本）；姜嘉蕾（香港ViuTV）；陳雪瑩（香港Netflix）
年齡：40歲以上／生日：10月14日／身長：163cm／体重：49kg／血型：AB型
海藤的母親，家教極為嚴格，因此兒子在自己面前變成乖乖小寶寶，稱她「媽媽」（まま）；海藤為了維持自己中二病的英雄設定以日文「まま（媽媽）」解讀為「真魔」。相當重視海藤的成績及交友狀況，起初認為楠雄跟燃堂是壞孩子但受楠雄影響後改觀。
海藤空（Kaidō Sora，初登場：第213χ；動畫第2季第17集）
聲優：上田麗奈（日本）
海藤的妹妹，三兄弟妹中排行中間，國中二年級。戴著眼鏡和髮夾。相當認真讀書，對哥哥瞬的態度很強勢，甚至比哥哥還要兇狠。一旦打擾她讀書會相當的生氣。
名字的由來是「空間移動」。
海藤時（Kaidō Toki，初登場：第213χ；動畫第2季第17集）
聲優：藤井幸代（日本）
海藤的弟弟，三兄弟妹中排行第三，小學二年級。戴著一副閃光鏡。非常地尊敬並憧憬著他哥哥瞬，也非常相信瞬掰出來的謊言。格鬥能力高於哥哥好幾倍，曾對不良少年使用過肩摔。
名字的由來是「時間移動」。

### 照橋家
照橋信（Teruhashi Makoto，初登場：漫畫第41χ；動畫第8χ）
聲優：前野智昭（日本）；黃榮璋（香港ViuTV）；黃文軒→蔡忠衛（香港Netflix）；Brandon McInnis（美國Netflix）
心美的哥哥。18歳。超人氣明星，藝名是「六神通」
外在看來十分紳士溫柔但本性卻是個極度戀妹的變態，認為只有自己才能配得上心美並和她結婚，因此不允許任何男人靠近自己的妹妹。初登場在電影院，與妹妹看自己主演的電影中途碰上楠雄。但之後心美不斷煩惱會不會被楠雄誤會而到楠雄家用惡毒的話警告齊木不要接近自己心愛的妹妹。
認為楠雄是企圖接近心美的癩蛤蟆之一，因此相當討厭楠雄，即使有事拜託楠雄給心美傳話，也會要求他和心美保持十米距離。可能是因為只有楠雄和他的父母知道他和心美是兄妹，所以目前只會在楠雄面前展現毒舌的一面。
和心美一樣很擅長對事情的發展加以幻想及解釋，得知心美要去修學旅行的時候把事情理解成同行男人不止一人的情況下楠雄和心美住在外面的兩人三宿旅行等等，為了阻止這個企圖甚至打算翹掉所有節目也要跟着一起去。
在動畫版中跟心美一樣有閃閃發光的背景。

### 才虎家
領導的才虎財閥是足以和《烏龍派出所》中的中川財團和《惡魔奶爸》中的姬川財團分庭抗禮的超大型財團，超級富有。
才虎的父親（初登場：漫畫第119χ；動畫第23χ）
聲優：大川透（第一季）→ 東地宏樹（第二季）（日本）；黎家希（香港ViuTV）；黃文軒（香港Netflix）
身上載有各種金銀器具，因為反光所以全身只能看見手上一直摸着的暹羅猫。對於兒子芽斗吏做任何事花多少錢都毫不在意，甚至教育他任何事都可以用金錢解決，因此是讓芽斗吏以為金錢是萬能的罪魁禍首。行动不便因此坐在轮椅上。

### 目良家
目良淨（初登場：漫畫第185χ）
聲優：寺杣昌紀（日本）
千里的父親。事業失敗的落魄中年男子，曾經想要自殺，但被楠雄和小命間接拯救，與千里重逢後放棄輕生的念頭。
目良的弟弟和妹妹（初登場：漫畫第55χ；動畫第12χ）
聲優：東內麻里子、大地葉、諏訪彩花（日本）；顧詠雪、莊巧兒、廖欣怡（香港ViuTV）
雖然貧窮卻都很樂觀，也非常崇拜姊姊千里。

### 窪谷須家
窪谷須廉庵（Kuboyasu Rean，初登場：漫畫第251χ）
亞蓮的父親，原暴走族，現已從良但外觀卻仍然很兇惡。36歲。

## 其他人物

### 熟人
蝶野雨綠（Chōno Uryoku，初登場：漫畫第14χ；動畫第3χ）
聲優：森久保祥太郎（日本）；陳健豪（香港ViuTV）；陳啟熾（香港Netflix）；Austin Tindle（美國Netflix）
真人版演員：室剛
具備特色的27歳年輕魔術師，原本被某一流出版社解僱後無職，妻子也和他離婚。過著用光存款後被逐出家門的無家可歸的流浪漢生活。在失去一切的時候立志成為年輕魔術師，代表台詞是“Amazing!”。將楠雄拜為老師。本名叫中西宏太。
燃堂綠的前夫，燃堂的繼父。一名三流魔術師（其實比起魔術師更加有當搞笑藝人的天份），但不知為何把戲都不會被看穿而大受歡迎。以前是個上班族，和燃堂的母親結婚沒多久就被開除，燃堂母子也離開。事後才做魔術師重生，並與燃堂母子重逢。
麥可（初登場：漫畫第14χ；動畫第3χ）
聲優：清川元夢（日本）；郭浩勤（香港ViuTV&Netflix）；楊耀泰（代配）（香港Netflix）
蝶野的助手，常常陪同他做危險的魔術。看起來像上了年紀的老人，實際上才30多歳。初次登場看似流浪漢。本名叫池見華壽彌。
入達遊太（Iridatsu Yūta，初登場：漫畫第53χ；動畫第11χ）
聲優：小林由美子、天崎滉平【高中生】（日本）；駱慧怡、竺諺鴻【高中生】（香港ViuTV）；陳雪瑩（香港Netflix）
住在楠雄家隔壁的5歳小男孩，喜歡《汽水超人系列》。初登場時被楠雄用超能力幫助，把楠雄的超能力當是汽水超人“碳酸之力”的體現，之後一直認為楠雄是「改造人汽水超人2號」（聲：柳田淳一）。認為燃堂是《汽水超人系列》中的反派可樂男爵（聲：小野大輔），長相一模一樣。因為是小孩子，所以不受心美的魅力影響，成為心美的天敵，因此有時會被楠雄做為護身符帶在身邊，把心美當成《汽水超人系列》的桃子茶少女（聲：茅野愛衣）。

### 動物
安普（Anpu，初登場：漫畫第36χ；動畫第7χ）
聲優：松岡禎丞（日本）；陳健豪（香港ViuTV）；鄧燦陽（香港Netflix）
傲慢的雄猫。自稱本作第一吉祥物，認為所有人類都是其喵族的下僕，做甚麼都可獲得原諒。初次登場時夾在牆壁間的隙縫中，要求楠雄幫助但態度惡劣，因為齊木不向喵族示好，此後偶然流連在齊木家附近企圖讓齊木屈服，但在遭到齊木摸頭的時候反而會露出很享受的表情。
喜歡一隻叫浦西的雌猫，還說出想和牠交配的話（發情期期間），原想在阿齊（齊木楠雄使用變身能力變成的猫）的幫助下告白，但各種失誤下反而被討厭。
浦西/普茜/普希（Pushi，初登場：漫畫第49χ；動畫第10χ）
聲優：金元壽子（日本）；廖欣怡（香港ViuTV）；黃穎誼（香港Netflix）
一隻雌猫，身上有心型花斑。被安普喜歡上，楠雄使用變身能力變成貓幫牠演戲英雄救美（目的是想要趕走安普），因為誤會（原本飾演流氓的楠雄跑去上廁所，當時浦西在和蝴蝶玩耍，安普聽到叫聲突然出現並說一堆讓浦西覺得唐突的話）導致原本飾演英雄的安普變成流氓（安普壓在浦西的身上維持著交配的姿勢），楠雄本想替安普解圍卻無法控制力道將安普打飛而失去意識，最後浦西愛上變身後的楠雄（說出想交配的話）。按照項圈上的心型裝飾來看，浦西的主人應該是照橋心美。
小力2号（初登場：漫畫第135χ）
聲優：小松未可子（日本）
是一隻第一人稱為爺爺的態度極為囂張的倉鼠，碰上安普的時候害怕被吃而極度不安，在得到安普答應不吃牠的口頭約定以後不斷嘲笑安普的吉祥物定位。之後得知原來是雌性，附帶傲嬌屬性，喜歡身為飼主的燃堂力，經常跟在燃堂身上。
花虎（初登場：漫畫第137χ）
一隻老虎，才虎家的寵物，平常對芽斗吏一直低吼，但跟燃堂力的關係很好。

### 幽靈
賴夜（初登場：漫畫第52χ；動畫第10χ）
據鳥束的調查所得，生前為頭號牛郎，玩遍天下各種女人。在腳踏四十八條船之後被捅死了。被鳥束拜託輔助告白的幽靈之一。
戀太郎（初登場：漫畫第52χ；動畫第10χ）
聲優：松岡禎丞（日本）；陳健豪（香港ViuTV）；唐浩民（香港Netflix）
生前為戀愛喜劇男主角一般的人，與他相遇的女性一瞬間就會喜歡上他，而且非常遲鈍。被鳥束拜託輔助告白的幽靈之一。
約翰·小松（初登場：漫畫第79χ；動畫第20χ）
聲優：木島隆一（日本）；陳漢祺（香港ViuTV）；鄧燦陽（香港Netflix）
烏束憑依的靈魂，傳說中的音樂人。原型為約翰·藍儂。
李小蠍二世（初登場：漫畫第79χ；動畫第20χ）
聲優：柳田淳一（日本）；何偉誠（香港ViuTV）；陳啟熾（香港Netflix）
烏束憑依的靈魂，傳說中的動作巨星，原型為李小龍。
須藤蒙特卡羅（初登場：漫畫第79χ；動畫第20χ）
烏束憑依的靈魂，傳說中的CEO，原型為史蒂夫·喬布斯。
牛光（初登場：漫畫第142χ；動畫第28χ）
聲優：芳野由奈（日本）
20年前已過世PK學園女學生，對鋼琴有所留戀成為幽靈。

### 其他
靈魂的吶喊（初登場：漫畫第8χ；動畫第24χ）
曾一度想自殺，然而齊木幫助了他賣出一萬張CD後放棄。
千里眼☆魅希呼（初登場：漫畫第28χ；動畫第6χ）
聲優：小島幸子（日本）；王綺婷（香港ViuTV）；梁瑞芬（香港Netflix）
占卜師。曾騙了海藤的錢。
拉麵店店長（初登場：漫畫第29χ；動畫第6χ）
聲優：杉崎亮（日本）；黎家希（香港ViuTV）；陳振聲（香港Netflix）
拉麵店店長。其店面及拉麵都髒亂。
毒島進（初登場：漫畫第40χ；動畫第8χ）
聲優：飛田展男（日本）；黎家希（香港ViuTV）；郭湛深（香港Netflix）
邪惡商人。
魔美的店長（暫稱）（初登場：漫畫第47χ；動畫第9χ）
聲優：竹本英史（日本）；黎家希（香港ViuTV）；楊啟健（香港Netflix）
目良打工的店雇主。
老戰士·湯姆（初登場：漫畫第50χ；動畫第10χ）
聲優：小山力也（日本）；何偉誠（香港ViuTV）；陳啟熾（香港Netflix）
劣質遊戲《奧爾法納斯故事》的遊戲人物。
鬼松獄哉（初登場：漫畫第62χ；動畫第11χ）
聲優：家中宏（日本）；陳健豪（香港ViuTV）；陳啟熾（香港Netflix）
漫畫雜誌『週刊少年Conyac』的編集長。國春的上司，常叫國春幫他舔鞋子。
中丸工作（初登場：漫畫第81χ；動畫第16χ）
聲優：野島裕史（日本）；袁德基（香港ViuTV）；楊啟健（香港Netflix）
電量販店員。
骨川筋介（初登場：漫畫第111χ；動畫第22χ）
聲優：保村真（日本）；陳漢祺（香港ViuTV）；楊啟健（香港Netflix）
試用藥現場責任者。
真鍋梅久（初登場：漫畫第112χ；動畫第22χ）
聲優：バイク川崎バイク（日本）；袁德基（香港ViuTV）；陳啟熾（香港Netflix）
摩托車教習所教官。
益田秀治（初登場：漫畫第133χ）
久留美中學時代的同級生。
東夢叶（初登場：漫畫第139χ）
漫畫家，《あわよくば三太郎》的作者。
吸田殼雄（初登場：漫畫第145χ；動畫第28χ）
撿垃圾大賽參加者。
五味寛（初登場：漫畫第145χ；動畫第28χ）
聲優：西谷修一（日本）
撿垃圾大賽參加者。
猛（初登場：漫畫第164χ）
聲優：渡邊明乃（日本）
小學5年級生。
西園寺兼光（初登場：漫畫第182χ；動畫第36χ）
聲優：小野賢章（日本）
十星學園的學生，心美等人的聯誼對象。
金剛地充（初登場：漫畫第182χ；動畫第36χ）
聲優：內田雄馬（日本）
十星學園的學生，心美等人的聯誼對象。
天城白夜（初登場：漫畫第182χ；動畫第36χ）
聲優：八代拓（日本）
十星學園的學生，心美等人的聯誼對象。
白神筆吉（初登場：漫畫第172χ）
聲優：阪口大助（日本）
漫畫家，漫畫《沉默生化人》（サイレントサイボーグ）的作者。21歳。齊木國春擔任其漫畫作品的編輯。
雲方定治
聲優：德本英一郎（日本）
新人漫畫家，白神筆吉的助手。19歳。
旁白
聲優：古川慎（日本）；陳健豪（香港ViuTV）；郭湛深→楊耀泰（香港Netflix）
動畫版裏的旁白